# Зимнее (озеро, Беломорский район)
Зимнее — озеро на территории Сосновецкого сельского поселения Беломорского района Республики Карелии.

## Общие сведения
Площадь озера — 4,7 км², площадь водосборного бассейна — 32,1 км². Располагается на высоте 110,3 метров над уровнем моря.
Форма озера лопастная, продолговатая: оно вытянуто с северо-северо-запада на юго-юго-восток. Берега изрезанные, каменисто-песчаные, местами заболоченные.
Из залива в южной оконечности озера вытекает безымянный водоток, втекающий с левого берега в реку Летнюю, впадающую в реку Нижний Выг.
В озере расположено не менее восьми безымянных островов различной площади.
Вдоль восточного берега озера проходит лесная дорога к покинутой деревне Таровараке, находившейся на берегу Зимнего.
Код объекта в государственном водном реестре — 02020001311102000008838.